# 上天草市立維和小学校
上天草市立維和小学校（かみあまくさしりつ いわしょうがっこう）は、熊本県上天草市大矢野町維和にある小学校。

## 沿革
- 1874年（明治7年）10月1日 - 大字千束に千束尋常小学校、大字蔵々に蔵々分教場創立
- 1876年（明治9年）5月 - 本校を大字千束字1000-10番地に移転
- 1887年（明治20年）- 蔵々分教場を併合し字花立に移転。簡易科教場と改称
- 1892年（明治25年）9月 - 校舎を分割し本校を大字千束字弓田に、分教場を大字蔵々字須崎の四北に設置
- 1893年（明治26年）9月 - 本校を維和尋常小学校、分教場を蔵々分教場と改称
- 1906年（明治39年）10月1日 - 蔵々分教場が独立し、蔵々尋常小学校、本校を千束尋常小学校と改称
- 1907年（明治40年）7月5日 - 千束尋常小学校を大字千束に移転
- 1928年（昭和3年）11月30日 - 千束、蔵々を統合し維和尋常高等小学校と改称
- 1941年（昭和16年）4月1日 - 維和国民学校と改称
- 1947年（昭和22年）4月1日 - 維和村立維和小学校と改称。
- 1954年（昭和29年）4月1日 - 大矢野町立維和小学校と改称
- 2004年（平成16年）- 上天草市立維和小学校と改称